# Cambier (Automobilhersteller)
Cambier war ein belgischer Hersteller von Automobilen.

## Unternehmensgeschichte
Das Unternehmen hatte seinen Sitz in Mechelen. Es stellte 1898 einige Automobile her. Der Markenname lautete Cambier.

## Fahrzeuge
Die Fahrzeuge entstanden nach einer Lizenz von Établissements Cambier aus Lille. Ein Modell war mit einem Heckmotor ausgestattet und ähnelte den damaligen Modellen von Benz & Cie.